# Romanovtsé
Romanovtsé ou Romanovce (en macédonien Романовце, en albanais Rramanlia) est un village du nord de la Macédoine du Nord, situé dans la municipalité de Koumanovo. Le village comptait 2794 habitants en 2002. Il est majoritairement albanais.

## Démographie
Lors du recensement de 2002, le village comptait :
- Albanais : 2 038
- Macédoniens : 717
- Turcs : 27
- Serbes : 5
- Autres : 7